# Relaciones Alemania-Cuba
Las relaciones de Alemania-Cuba son las relaciones bilaterales entre Alemania y la República de Cuba. Cuba tiene una embajada en Berlín y Alemania tiene una embajada en La Habana.

## Historia
Cuando se formó la República de Cuba, estableció relaciones formales con Alemania Oriental, otro estado comunista, mientras que no tenía relaciones formales con Alemania Occidental.[cita requerida]
En 1972, el Secretario General Erich Honecker visitó Cuba y, en honor a la visita de estado, Fidel Castro rebautizó una isla con el nombre de Isla Ernst Thälmann en honor a Ernst Thälmann, líder del Partido Comunista de Alemania de 1925 a 1933. Fidel Castro prometió entregar la isla al Gobierno de Alemania Oriental, aunque más tarde se consideró una cesión "simbólica" de tierras y no una cesión literal.[cita requerida] Se inauguró un busto de Ernst Thälman y fue filmado por Aktuelle Kamera. En 1975, Frank Schöbel fue enviado a la isla para realizar vídeos musicales y más tarde se rodó un documental parcialmente en la isla para enfatizar las relaciones entre la RDA y Cuba.[cita requerida]
En 1972, el Secretario General Erich Honecker visitó Cuba y, en honor a la visita de estado, Fidel Castro rebautizó una isla con el nombre de Isla Ernst Thälmann en honor a Ernst Thälmann, líder del Partido Comunista de Alemania de 1925 a 1933. Fidel Castro prometió entregar la isla al Gobierno de Alemania Oriental, aunque más tarde se consideró una cesión "simbólica" de tierras y no una cesión literal.
Alemania mantiene un servicio de intercambio académico con Cuba para fomentar los lazos educativos entre ambas naciones.[cita requerida]

## Comercio
Alemania abrió una "Oficina alemana para promover el comercio y la inversión" en Cuba en 2018. Cuba coopera con Alemania en varios proyectos de ayuda al desarrollo relacionados con la protección del medio ambiente, las energías renovables y la lucha contra el cambio climático. Varios académicos.
En 2019, Cuba exportó a Alemania mercancías por valor de 64,7 millones de dólares, siendo la mayor exportación el tabaco en rama, con más de 118 millones de toneladas exportadas. Alemania en el mismo año exportó a Cuba bienes por valor de 212 millones de dólares. Alemania exporta una amplia variedad de dispositivos mecánicos e industriales como centrifugadoras y productos agrícolas como trigo.
En 2020, la viceministra cubana de Comercio Exterior e Inversión Extranjera, Ana Teresita González, y el embajador alemán en Cuba discutieron formas de progresar en las relaciones económicas y comerciales. Se creó una empresa conjunta germano-cubana, PAMAS, para fabricar válvulas industriales y componentes neumáticos e hidráulicos.